# Скрябин, Виктор Иванович
Виктор Иванович Скрябин (1917—1943) — лётчик-ас, старший лейтенант Рабоче-крестьянской Красной Армии, участник Великой Отечественной войны, Герой Советского Союза (1943).

## Биография
Виктор Скрябин родился 8 января 1917 года в городе Дятьково (ныне — Брянская область). После окончания семи классов школы работал на железной дороге. В 1938 году Скрябин был призван на службу в Рабоче-крестьянскую Красную Армию. В том же году он окончил Борисоглебскую военную авиационную школу лётчиков. Участвовал в боях советско-финской войны, где сбил 1 финский самолёт лично.
С декабря 1941 года — на фронтах Великой Отечественной войны. К марту 1943 года гвардии старший лейтенант Виктор Скрябин был заместителем командира эскадрильи 40-го гвардейского истребительного авиаполка 217-й истребительной авиадивизии 4-й воздушной армии Северо-Кавказского фронта. К тому времени он совершил 198 боевых вылетов, принял участие в 33 воздушных боях, сбив 11 вражеских самолётов лично и ещё 2 — в составе группы. 12 апреля 1943 года Скрябин не вернулся из боевого вылета.
Указом Президиума Верховного Совета СССР от 1 мая 1943 года гвардии старший лейтенант Виктор Скрябин посмертно был удостоен высокого звания Героя Советского Союза. Также был награждён орденами Ленина, Красного Знамени и Красной Звезды.